# Moerasmolspin
De moerasmolspin (Robertus arundineti) is een spinnensoort uit de familie van de kogelspinnen (Theridiidae). De wetenschappelijke naam van de soort werd, als Neriene arundineti, in 1871 gepubliceerd door Octavius Pickard-Cambridge.